# Lago Burley Griffin
Il lago Burley Griffin è un lago artificiale australiano situato nel Territorio della Capitale Australiana, ovvero Canberra.
Fu completato nel 1963 e prende il nome da Walter Burley Griffin, l'architetto che progettò Canberra.